# Casa Sant'Anna
A Casa Sant'Anna ou Casa dos Sant'Anna é um casarão do início do século XX localizado no centro do município de Canelinha, Santa Catarina. O processo de restauração iniciou em 2017, e o espaço, inaugurado em 2019, tem por objetivo abrigar um museu sobre a história local e outras exposições. 

## Construção
A data estimada da construção da casa é de 1902, por Joaquim José de Sant’Anna Filho (1869-1939) e Teresa Rosa de Sant'Anna (1879-?). 

## Funções
Após abrigar a Rede Femina de Combate ao Câncer de Canelinha, em 2015, a casa recebeu também projetos sociais para ensino das artes marciais como capoeira, jiu jitsu, entre outros, pelo mestre Rudinei Noster. 
Após restauro de 2019, a prefeitura planeja dedicar o espaço a um novo museu.
Uma das salas será destinada aos escritores locais, tendo sido nomeada "Sala Escritora Júlia"

## Restauração
O processo de restauração iniciou em 2017 com a assinatura da ordem de serviço no dia 25 de outubro pelo prefeito Moacir Montibeler. A obra foi executada pela Construtora WDD Ltda com investimento de R$ 137.283,22.
A inauguração do espaço restaurado foi em 07 de setembro de 2019.

## Local
O parque municipal, onde se localiza a casa, também é composto pelo Estádio Municipal Galeão, o Centro Esportivo e Recreativo Galeão e pelo Centro Cultural, Social e Recreativo Arthur Adolfo Jachowicz.